# Saint-Pierre-le-Moûtier
Saint-Pierre-le-Moûtier este o comună în departamentul Nièvre din centrul Franței. În 2009 avea o populație de 2.003 de locuitori.

## Evoluția populației
| An        | 1975  | 1982  | 1990  | 1999  | 2006  | 2009  |
| --------- | ----- | ----- | ----- | ----- | ----- | ----- |
| Populație | 2.250 | 2.261 | 2.091 | 2.029 | 1.987 | 2.003 |